# Emil Göller
Emil Göller (* 25. Januar 1874 in Berolzheim; † 29. April 1933 in Freiburg im Breisgau) war ein deutscher Kirchenhistoriker.

## Leben
Von 1886 bis 1893 besuchte er das Gymnasium in Freiburg im Breisgau. Nach dem Abitur 1893 begann er Theologiestudium. Nach der Priesterweihe 1897 und der Promotion 1900 zum Dr. phil. in Freiburg im Breisgau hatte er von 1901 bis 1909 einen Studienaufenthalt in Rom. Nach der Promotion 1907 zum Dr. theol. in Freiburg im Breisgau erhielt er 1908 den Ruf an die Theologische Fakultät in Freiburg im Breisgau. 1909 wurde er Professor für Kirchenrecht in Freiburg im Breisgau. 1915 wurde er Vorsitzender des Kirchengeschichtlichen Vereins der Erzdiözese Freiburg. Ab 1917 lehrte er als Professor für Kirchengeschichte in Freiburg im Breisgau. 1919 leitete er als Rektor die Freiburger Universität. 1924 wurde er Ehrenprälat Seiner Heiligkeit.

## Schriften (Auswahl)
- Die Einnahmen der Apostolischen Kammer unter Johann XXII. Paderborn 1910, OCLC 717490715.
- Prälat Anton de Waal. Eine Lebensskizze. Freiburg im Breisgau 1917, OCLC 254462698.
- Kirchengeschichtliche Probleme des Renaissancezeitalters. Freiburg im Breisgau 1924.
- Die Staats- und Kirchenlehre Augustins und ihre Fortwirkung im Mittelalter. Freiburg im Breisgau 1930, OCLC 1068345396.